# Five Nations 1978
Die Ausgabe 1978 des jährlich ausgetragenen Rugby-Union-Turniers Five Nations (seit 2000 Six Nations) fand an fünf Spieltagen zwischen dem 21. Januar und dem 18. März statt. Turniersieger wurde Wales, das mit Siegen gegen alle anderen Teilnehmer zum achten Mal den Grand Slam schaffte, mit Siegen gegen alle britischen Mannschaften auch die Triple Crown.

## Teilnehmer
| Land       | Stadion             | Stadt     | Trainer       | Kapitän             |
| ---------- | ------------------- | --------- | ------------- | ------------------- |
| England    | Twickenham Stadium  | London    | Peter Colston | Bill Beaumont       |
| Frankreich | Parc des Princes    | Paris     | Jean Desclaux | Jean-Pierre Bastiat |
| Irland     | Lansdowne Road      | Dublin    | Noel Murphy   | John Moloney        |
| Schottland | Murrayfield Stadium | Edinburgh | Nairn McEwan  | Dougie Morgan       |
| Wales      | Cardiff Arms Park   | Cardiff   | John Dawes    | Phil Bennett        |

## Tabelle
|    | Land       | Spiele | Siege | Unent. | Ndlg. | Spiel- punkte | Diff. | Tabellen- punkte |
| -- | ---------- | ------ | ----- | ------ | ----- | ------------- | ----- | ---------------- |
| 1. | Wales      | 4      | 4     | 0      | 0     | 67:43         | + 24  | 8                |
| 2. | Frankreich | 4      | 3     | 0      | 1     | 51:47         | + 4   | 6                |
| 3. | England    | 4      | 2     | 0      | 2     | 42:33         | + 9   | 4                |
| 4. | Irland     | 4      | 1     | 0      | 3     | 46:54         | − 8   | 2                |
| 5. | Schottland | 4      | 1     | 0      | 3     | 39:68         | − 29  | 2                |

## Ergebnisse

### Erste Runde
| 21. Januar 1978 | Frankreich                                                             | 15 : 6        | England            | Parc des Princes, Paris Zuschauer: 43.643 Schiedsrichter: Norman Sanson (Schottland) |
| 21. Januar 1978 | Versuche: Averous Gallion Erhöhungen: Aguirre (2) Straftritte: Aguirre | (3:6) Bericht | Dropgoals: Old (2) | Parc des Princes, Paris Zuschauer: 43.643 Schiedsrichter: Norman Sanson (Schottland) |

| 21. Januar 1978 | Irland                                                    | 12 : 9         | Schottland             | Lansdowne Road, Dublin Schiedsrichter: P. E. Hughes (England) |
| 21. Januar 1978 | Versuche: McKinney Erhöhungen: Ward Straftritte: Ward (2) | (12:6) Bericht | Erhöhungen: Morgan (3) | Lansdowne Road, Dublin Schiedsrichter: P. E. Hughes (England) |

### Zweite Runde
| 4. Februar 1978 | Schottland                                                                        | 16 : 19        | Frankreich                                                           | Murrayfield Stadium, Edinburgh Zuschauer: 55.000 Schiedsrichter: Cenydd Thomas (Wales) |
| 4. Februar 1978 | Versuche: Irvine Shedden Erhöhungen: Morgan Straftritte: Morgan Dropgoals: Morgan | (13:4) Bericht | Versuche: Gallion Haget Erhöhungen: Aguirre Straftritte: Aguirre (3) | Murrayfield Stadium, Edinburgh Zuschauer: 55.000 Schiedsrichter: Cenydd Thomas (Wales) |

| 4. Februar 1978 | England                  | 6 : 9         | Wales                    | Twickenham Stadium, London Schiedsrichter: Norman Samson (Schottland) |
| 4. Februar 1978 | Straftritte: Hignell (2) | (6:3) Bericht | Straftritte: Bennett (3) | Twickenham Stadium, London Schiedsrichter: Norman Samson (Schottland) |

### Dritte Runde
| 18. Februar 1978 | Wales                                                                              | 22 : 14       | Schottland                                      | Cardiff Arms Park, Cardiff Schiedsrichter: John West (Irland) |
| 18. Februar 1978 | Versuche: Edwards Fenwick Gravell Quinnell Straftritte: Bennett Dropgoals: Bennett | (8:7) Bericht | Versuche: Renwick Tomes Straftritte: Morgan (2) | Cardiff Arms Park, Cardiff Schiedsrichter: John West (Irland) |

| 18. Februar 1978 | Frankreich                                 | 10 : 9         | Irland               | Parc des Princes, Paris Zuschauer: 43.639 Schiedsrichter: Cenydd Thomas (Wales) |
| 18. Februar 1978 | Versuche: Gallion Straftritte: Aguirre (2) | (10:6) Bericht | Erhöhungen: Ward (3) | Parc des Princes, Paris Zuschauer: 43.639 Schiedsrichter: Cenydd Thomas (Wales) |

### Vierte Runde
| 4. März 1978 | Schottland | 0 : 15        | England                                                       | Murrayfield Stadium, London Schiedsrichter: John West (Irland) |
| 4. März 1978 |            | (0:9) Bericht | Versuche: Nelmes Squires Erhöhungen: Young Straftritte: Dodge | Murrayfield Stadium, London Schiedsrichter: John West (Irland) |

| 4. März 1978 | Irland                                                  | 16 : 20        | Wales                                               | Lansdowne Road, Dublin Schiedsrichter: Georges Domercq (Frankreich) |
| 4. März 1978 | Versuche: Moloney Straftritte: Ward (3) Dropgoals: Ward | (6:13) Bericht | Versuche: Fenwick Williams Straftritte: Fenwick (4) | Lansdowne Road, Dublin Schiedsrichter: Georges Domercq (Frankreich) |

### Fünfte Runde
| 18. März 1978 | Wales                                                                | 16 : 7         | Frankreich                         | Cardiff Arms Park, Cardiff Zuschauer: 60.000 Schiedsrichter: Alan Welsby (England) |
| 18. März 1978 | Versuche: Bennett (2) Erhöhungen: Edwards Dropgoals: Edwards Fenwick | (13:7) Bericht | Versuche: Skrela Dropgoals: Viviès | Cardiff Arms Park, Cardiff Zuschauer: 60.000 Schiedsrichter: Alan Welsby (England) |

| 4. März 1978 | England                                                         | 15 : 9        | Irland                                | Twickenham Stadium, London Schiedsrichter: Francis Palmade (Frankreich) |
| 4. März 1978 | Versuche: Dixon Slemen Erhöhungen: Young (2) Straftritte: Young | (6:0) Bericht | Straftritte: Ward (2) Dropgoals: Ward | Twickenham Stadium, London Schiedsrichter: Francis Palmade (Frankreich) |